# Museo della Società Africana d'Italia
Il Museo della Società Africana d'Italia (SAI) è stato inaugurato il 28 ottobre del 2014 a Palazzo Du Mesnil, una delle sedi dell'Università degli studi di Napoli "L'Orientale". 

## Storia del Museo
La SAI, nata come Club Africano nel 1880-82, si fece promotrice di una serie di iniziative di carattere sia scientifico che commerciale e divulgativo, sostenendo esplorazioni, organizzando conferenze, promuovendo corsi di lingue, in particolare presso il Regio Istituto Orientale (oggi Università degli studi di Napoli "L'Orientale") e dotandosi di un proprio periodico, il Bollettino della Società Africana d'Italia.
I materiali vennero raccolti già a partire dal 1885 durante ricognizioni ed esplorazioni commerciali e scientifiche, con l'intento di istituire a Napoli un museo commerciale coloniale.
A causa di una serie di eventi sia interni che esterni alla SAI (due conflitti mondiali, occupazione e poi crollo della sede sociale, trasferimenti, terremoto del 1980) il patrimonio librario, fotografico e collezionistico, più volte trasferito, ha subito considerevoli danni e perdite. Ciò nonostante, proprio per la sua inaccessibilità fino in anni recenti, la collezione ha conservato la sua originaria natura, espressione dell'approccio olistico al continente africano tipico della fine dell'Ottocento e inizio del Novecento.

## Collezione
Il Museo comprende collezioni etnografiche, zoologiche, botaniche e malacologiche. Tra i materiali etnografici, provenienti non solo dalle regioni di stretto interesse coloniale italiano (Corno d'Africa e Africa settentrionale) ma anche dall'Africa centrale e occidentale, si segnalano le numerose armi, gli strumenti musicali, gli ornamenti personali, lo strumentario domestico e artigianale e due imbarcazioni. Non mancano inoltre diversi reperti archeologici, tra i quali risultano di particolare interesse cinque mummie di gatto egiziane provenienti dalla necropoli di Tell Basta o da quella di Istabl Antar e databili tra il IV e II sec. a.C.